# Karl Koller (labdarúgó)
Karl Koller (Hölles, 1929. február 8. – 2009. január 24.) osztrák labdarúgó-középpályás, edző.
Az osztrák válogatott színeiben részt vett az 1954-es és az 1958-as labdarúgó-világbajnokságon.

## Források

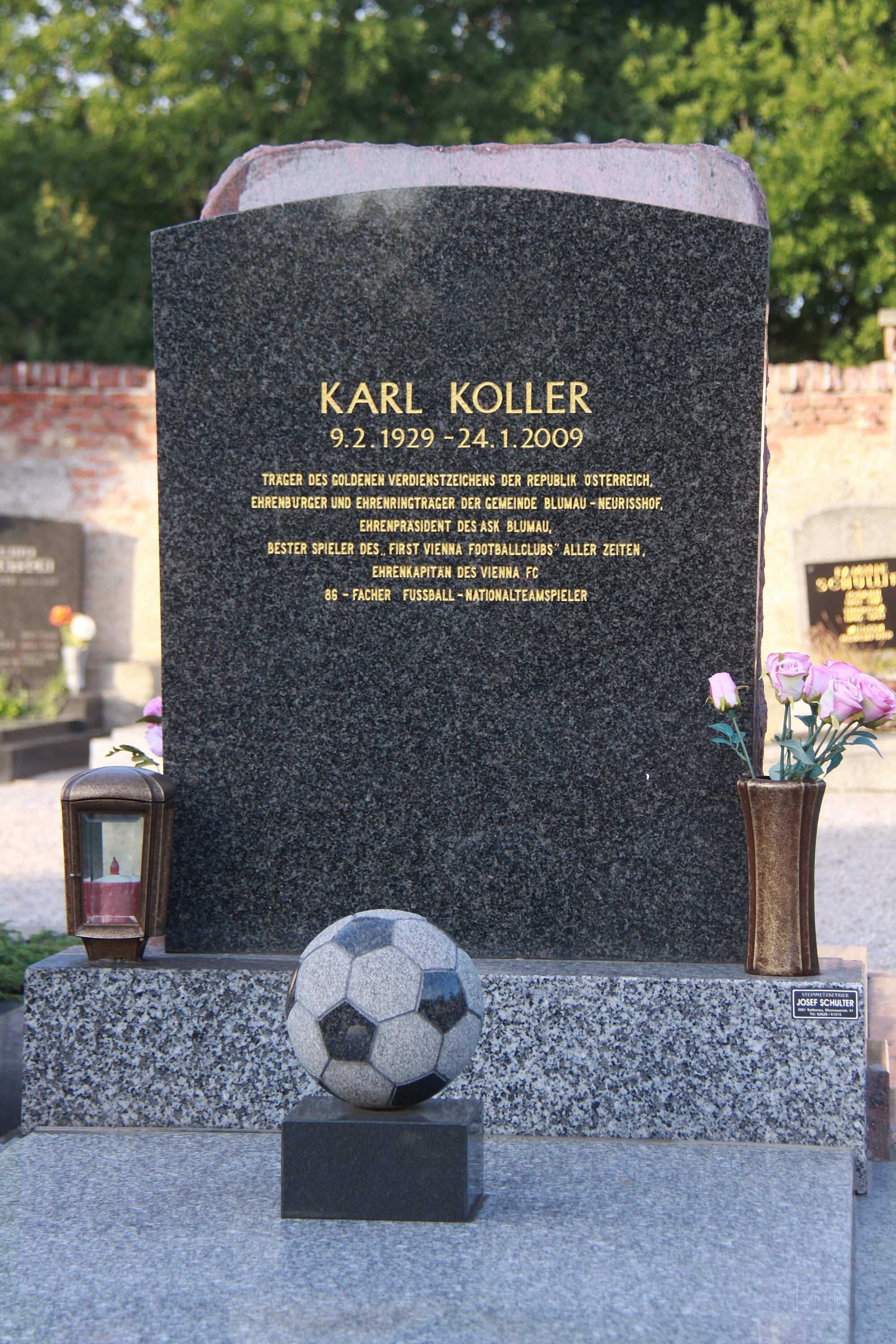
Memorial sírja Karl Koller (1929–2009)